# Børge Lund (auteur)
Pour les articles homonymes, voir Børge Lund.
Børge Lund (né le 29 août 1973 à Stokmarknes) est un auteur de bande dessinée norvégien.

## Biographie
Après avoir travaillé dans le design industriel pendant plusieurs années, Lund se lance dans la bande dessinée à l'occasion d'un concours organisé par le quotidien Dagbladet en 2007. Son projet, Lunch, est un comic strip humoristique moquant le monde de l'entreprise à la manière de Dilbert ou the The Office.
Lund ne remporte pas le concours mais il continue à développer Lunch qui est publié régulièrement dans l'hebdomadaire Teknisk Ukeblad à partir de l'automne 2008. Le succès vient alors très rapidement : Lunch est reprise par le Dagbladet en 2009, syndiquée par Strand Comics (no) en 2010, recueillie en album en 2011 puis fait l'objet d'un magazine propre en 2013. Lunch est publiée en 2016 dans plus de 70 publications en Scandinavie et en Amérique centrale.

## Distinction
- 2010 : Prix Pondus pour Lunch
- 2012 : Prix Sproing de la meilleure bande dessinée norvégienne pour Lunch t. 1